# Уилкинсон, Говард
Го́вард Уи́лкинсон (англ. Howard Wilkinson; 15 сентября 1943) — английский футболист и футбольный тренер.

## Игровая карьера
Уилкинсон начинал играть в небольшой команде «Халлам». После этого он сыграл за обе команды своего города — «Шеффилд Юнайтед» и «Шеффилд Уэнсдей», где был в основном запасным игроком. В 1971 году он перешёл в «Брайтон энд Хоув».

## Тренерская карьера
Тренерская карьера Уилкинсона началась в любительском клубе «Бостон Юнайтед», где он был играющим тренером. Под его руководством клуб победил в Северной премьер-лиге (7-й дивизион британского футбола). В дальнейшем он тренировал ФК «Моссли».
Серьёзная тренерская карьера началась для Уилкинсона в 1982 году, когда он возглавил «Ноттс Каунти», тогда игравший в первом дивизионе. С ним клуб занял 15-е место и остался в 1-м дивизионе.
В 1983 году Уилкинсон возглавил родной «Шеффилд Уэнсдей». Под его руководством клуб вышел в первый дивизион. С ходу клуб занял восьмое место, а затем- пятое. Но потом началось отступление. В 1988 году после одиннадцатого места Уилкинсона отправили в отставку.
Наилучший период карьеры Уилкинсона — работа в «Лидсе». Он возглавил команду, когда она прозябала во втором дивизионе. Уже в первом сезоне команда вышла в первый дивизион, с ходу заняла там четвёртое место, а в следующем сезоне стала победителем. Уилкинсон создал прекрасную команду: Джон Лукич, Гари Макаллистер, Гордон Стракан, а лидером команды был Эрик Кантона. Но уже в следующем сезоне команда развалилась — Кантона ушёл в «Манчестер Юнайтед», а «Лидс» занял 17-е место в премьер-лиге в 2 очках от зоны вылета:
«Со старта сезона каждый в лиге считал: «Мы играем дома против чемпиона и мы обязаны обыграть их». Мы не выиграли ни одного гостевого матча»
Затем команда начала исправляться: два пятых места подряд и участие в Кубке УЕФА (поражение в 1/16 финала от ПСВ). Но в 1996 году команда стала играть отвратительно. Многих игроков выставили на продажу, а Уилкинсон ушёл с «Элланд Роуд».
В январе 1997 стал техническим директором Футбольной ассоциации. В качестве исполняющего обязанности главного тренера 10 февраля руководил сборной Англии в товарищеском матче против Франции (0:2). В 1999 году неожиданно возглавил молодёжную сборную Англии, которой осталось провести лишь три матча в отборе к ЧЕ-2000. Уилкинсон одержал две победы и проиграл один матч. На чемпионате Англия не прошла групповой этап.
В октябре 2000 года экстренно назначен и. о. главного тренера сборной Англии после отставки Кевина Кигана. Под его руководством сборная провела лишь один матч — 11 октября в Хельсинки англичане сынрали вничью со сборной Финляндии 0:0. После этого матча руководство ФА стало думать о назначении иностранного тренера. Как заметил Артём Франков:
И, похоже, Ховард Уилкинсон, под чьим тренингом команда не сумела обыграть финнов и заняла прочное последнее место в отборочной группе ЧМ-2002, вбил последний гвоздь в гроб идеи национальной чистоты.
В 2002 году ушёл в отставку с поста технического директора, чтобы возглавить «Сандерленд». Но под руководством Уилкинсона тот выиграл лишь две игры из двадцати. В марте 2003 года Уилкинсона отправили в отставку.
В 2004 году недолгое время возглавлял «Шанхай Шэньхуа».
Сейчас — председатель Ассоциации тренеров английской лиги. С 17 мая 2010 и. о. председателя правления ФК «Шеффилд Уэнсдей».

## Достижения
- Чемпион Англии — 1992
- Обладатель Суперкубка Англии — 1992